# ام قنطورس
ام قنطورس یک ستاره است که در صورت فلکی قنطورس قرار دارد.